# Dactylopsila megalura
Dactylopsila megalura es una especie de marsupial diprotodonto de la familia de los petáuridos.

## Distribución geográfica
Es nativo del interior de Nueva Guinea.